# ميخائيل ستيوارت (لاعب هوكي الجليد)
ميخائيل ستيوارت (بالألمانية: Michael Stewart)‏ هو لاعب هوكي الجليد نمساوي وكندي، ولد في 30 مايو 1972 في كالغاري في كندا.

## وصلات خارجية
- ميخائيل ستيوارت على موقع دوري الهوكي الوطني (الإنجليزية)
- ميخائيل ستيوارت على موقع EliteProspects.com (الإنجليزية)
- ميخائيل ستيوارت على موقع Eurohockey.com (الإنجليزية)
- ميخائيل ستيوارت على موقع HockeyDB.com (الإنجليزية)